# Aleksandr Kazimirovič Toluš
Aleksandr Kazimirovič Toluš (in russo Александр Казимирович Толуш?; San Pietroburgo, 1º maggio 1910 – Leningrado, 3 marzo 1969) è stato uno scacchista sovietico, Grande maestro.
Pur non essendo una stella di primissima grandezza del firmamento degli scacchi sovietici, Toluš è noto per il suo stile brillante e di attacco. Di professione giornalista scacchistico, fu allenatore di Paul Keres e Boris Spasskij. Partecipò a 10 campionati sovietici, ottenendo il miglior risultato nel 1950, quando fu 2º-4º con Aronin e Lipnitskij dietro al vincitore Keres.
Ottenne il titolo di Grande maestro nel 1953 e di Maestro Internazionale per corrispondenza nel 1965.

## Principali risultati
- 1935 : 1º a Gor'kij nel 5º campionato della RSFSR
- 1937 : 1º-3º nel campionato di Leningrado
- 1938 : 1º nel campionato di Leningrado
- 1946 : 1º nel torneo internazionale di Leningrado
- 1947 : =1º nel campionato di Leningrado
- 1950 : 2º-4º nel 18º campionato URSS a Mosca
- 1953 : 1º a Bucarest, davanti a Petrosyan, Smyslov, Boleslavs'kyj e Spasskij, realizzando (+10 –1 =8)
- 1958 : 2º a Balatonfüred
- 1959 : 3º a Riga
- 1961 : 1º a Varsavia
- 1988 : 2º a Keszthely dietro a Lajos Portisch

Nel 1983 la moglie Valentina pubblicò una sua biografia comprendente 92 partite.

## Selezione di partite
- Vasiliev - Toluš, Semifinale URS-ch 1945, partita Spagnola C77, 0-1, su chessgames.com.
- Toluš - Botvinnik, Campionato URSS 1944, partita del centro C22, 1-0, su chessgames.com.
- Smyslov - Toluš, match Leningrado-Mosca 1939, difesa Francese C16, 0-1, su chessgames.com.
- Toluš - Bronštejn, Campionato URSS 1945, attacco Trompovsky A45, 1-0, su chessgames.com.
- Toluš - Lilienthal, Campionato URSS 1947, semislava Merano D47, 1-0, su chessgames.com.
- Toluš - Kotov, Campionato URSS 1948, difesa Grünfeld var. Spassky D87,  1-0, su chessgames.com.